# Петар Франасовић
Петар Франасовић (Корчула, 8. март 1819 — Трстено крај Дубровника, 5. децембар 1883) био је српски римокатолички свештеник и народни препородитељ. Био је стриц Драгутина Франасовића, генерала српске војске и министра одбране и иностраних послова Краљевине Србије.

## Живот
Франасовић је рођен 8.марта 1819. године на Корчули. Отац му се звао Петар, а мајка Роза (рођено Деполо). Похађао је гимназију на Корчули и у Сплиту, а потом богословију у Задру. Од 1844. године служи као свештеник, првенствено у Мокошици, затим у Долима, Малом Стону, Жрнову на Корчули и у Трстену крај Дубровника. Умро је 1883. године у Трстену гдје је и сахрањен. У Трстену је службовао у тамошњој цркви Светог Вида.
Никола Тоља, у свом дјелу Дубровачки Срби католици, истине и заблуде, попа Франасовића назива Србином католиком: ...позорно сам прелистао "Оставштину дон Петра Франасовића" свећеника Србокатолика. Франасовић је сам у Народном коледару писао о историји своје родне Корчуле у којој је навео да су 800. године Корчулу населили Срби Неретљани.

## Галерија
- Гроб Петра Франасовића код римокатоличке цркве Светог Вида, Трстено.
- Црква Светог Вида, Трстено.